# 151ª Divisione fanteria "Perugia"
La 151ª Divisione fanteria "Perugia" fu una grande unità di fanteria del Regio Esercito durante la seconda guerra mondiale.

## Storia
Le origini della divisione risalgono alla Brigata "Perugia" della Grande Guerra, costituita il 1º marzo 1915 e smobilitata nel gennaio 1920.
A partire dal 1941, durante la seconda guerra mondiale, vennero costituite le divisioni di fanteria da occupazione; si trattava di normali divisioni di fanteria, prive solitamente della legione di camicie nere, le cui dotazioni prevedevano un numero inferiore di artiglierie ma una quantità maggiore di mitragliatrici. La denominazione "da occupazione" venne abolita nel 1942, ma rimasero comunque immutate le loro caratteristiche di organica e gli scopi operativi. Una di queste divisioni fu la 151ª Divisione fanteria "Perugia", costituita a Perugia il 25 agosto del 1941 su 129º e 130º Reggimento fanteria "Perugia" e sul 151º Reggimento artiglieria per Divisione di fanteria. Il 9 dicembre la grande unità si imbarcò da Bari per Spalato, per assumere il controllo della costa e delle principali vie di comunicazione fino ai confini interni con l'Erzegovina e la Bosnia, con presidi a Spalato stessa, Sebenico, Traù e Signo. Dopo questo periodo di attività di rastrellamento e di pesanti combattimenti contro unità partigiane jugoslave, nel luglio 1942 la divisione venne trasferita in Montenegro e schierata tra le Bocche di Cattaro ed il Lago di Scutari.
Nell'agosto del 1943 la divisione fu nuovamente trasferita, questa volta in Albania, nelle zone di Argirocastro, Klisura, Tepelenë e Delvina, dove rimase fino all'armistizio dell'8 settembre. Le forze divise in due della "Perugia", dopo un primo tentativo di trasferimento, ostacolato da continui attacchi tedeschi e partigiani, rispettivamente da Argirocastro a Porto Edda e da Tepelenë a Valona, tentarono di convergere nella zona di Tepelenë. Durante questa manovra, il 14 settembre, si verificarono pesanti attacchi che, seppur rintuzzati, impedirono alle due formazioni di riunirsi. Iniziò così una durissima marcia verso i porti di imbarco, nella quale i reparti, isolati e completamente circondati, furono dissanguati dalla Wehrmacht e dai partigiani intenzionati a catturare armi e mezzi. I reparti che raggiunsero Porto Edda furono infine catturati dai tedeschi, che tra il 3 ed il 5 ottobre fucilarono 120 ufficiali e sottufficiali sulla spiaggia di baia Limione, tra i quali lo stesso generale comandante, Ernesto Chiminello. Gli ultimi 32 ufficiali, dopo una fiera resistenza, furono catturati e fucilati. La 151ª Divisione fanteria "Perugia" si considera sciolta il 7 ottobre.
Circa 170 militari superstiti si unirono al Battaglione Gramsci, formato dai resti di altre unità presenti in teatro (quali la 41ª Divisione fanteria "Firenze" e 53ª Divisione fanteria "Arezzo"). Tale battaglione (poi brigata) combatté inquadrato nel Esercito Albanese di Liberazione Nazionale fino alla completa liberazione del paese, sfilando in armi a Tirana il 28 novembre 1944.

## Ordine di battaglia: 1941/43
- Comando della fanteria divisionale
- dal 12 agosto 1941 Gen. B. Francesco La Ferla
- dal 1º gennaio 1942 Gen. B. Antonio Luridiana
- dal 5 novembre 1942 Gen. B. Domenico Canistrà)
- 129º Reggimento fanteria "Perugia""
- 130º Reggimento fanteria "Perugia"
- 29ª Legione CC.NN. "Antonio Chinotto"
  - XXIX Battaglione CC.NN. da montagna "Arona"
  - 29ª Compagnia complementi
  - 229ª Coorte territoriale
- 151º Reggimento artiglieria "Perugia"
- CLI Battaglione mortai da 81
- CLI Battaglione mitraglieri

151ª Compagnia cannoni controcarro da 47/32
- CLI Battaglione genio
  - 141ª Compagnia mista telegrafisti/radiotelegrafisti
  - 151ª Compagnia genio
- 151ª Sezione sanità
  - 137º Ospedale da campo
- 151ª Sezione panettieri
- 111ª Sezione CC.RR.
- 112ª Sezione CC.RR.

## Comandanti (1941-1943)
- Gen. D. Riccardo Pentimalli (13 agosto 1941 - 14 agosto 1943)
- Gen. B. Antonio Luridiana (interim)
- Gen. B. Ernesto Chiminello (15 agosto - 4 ottobre 1943)